# Bridelia tulasneana
Bridelia tulasneana är en emblikaväxtart som beskrevs av Henri Ernest Baillon. Bridelia tulasneana ingår i släktet Bridelia och familjen emblikaväxter. Inga underarter finns listade i Catalogue of Life.